# Magdalena Hudzieczek-Cieślar
Magdalena Hudzieczek-Cieślar (ur. 22 maja 1973) – polska śpiewaczka (sopran), wykładowca akademicki, nauczycielka, logopeda, neurologopeda, dziennikarka, animatorka kultury i propagatorka kultury muzycznej.

## Życiorys

### Wczesne lata
Pochodzi z Ustronia. Z muzyką i śpiewem związana już od dzieciństwa. Uczyła się w klasie skrzypiec, w Państwowej Szkole Muzycznej I i II st. w Cieszynie. Ukończyła Liceum Ogólnokształcące w Wiśle (1992), w którym śpiewała i grała w zespole „Optima”. Wokalne - solowe występy rozpoczęła w rodzinnym mieście, Ustroniu. Tam śpiewała m.in. w chórku dziecięco-młodzieżowym „Dobra Nowina”, w ewangelickim chórze kościelnym, w zespole wokalno-instrumentalnym „Mała Czantoria” oraz w Estradzie Ludowej „Czantoria”.

### Działalność artystyczna
Ukończyła studia na Akademii Muzycznej w Katowicach na Wydziale Wokalno-Aktorskim w klasie śpiewu solowego. Magister sztuki (1999). Działalność koncertową rozpoczęła już w czasie studiów, śpiewała m.in. podczas światowego „Sound of Music” w St. Florian w Austrii; w Niemczech z Orkiestrą Kameralną „Europäische Sinfonietta”; w Polsce z Ewą Jaślar, ówczesną harfistką Opery Praskiej. Uczestniczyła w kursach i warsztatach muzycznych w Polsce, Niemczech, Austrii, Grecji. Pracowała pod kierunkiem m.in. Helmuta Rillinga, Klesie Kelly, Teresy Żylis-Gary, Nelly Miricioiu. W XVI Międzynarodowym Konkursie Wokalnym im. Pietro Argento (Włochy) zdobyła III nagrodę. Rejestrowała występy dla potrzeb Polskiego Radia i TVP. Dokonała gościnnych nagrań. Koncertowała z Orkiestrą Kameralną „Europäische Sinfonietta” (Niemcy); Orkiestrą Filharmonii Zabrzańskiej, Filharmonii Świętokrzyskiej, Filharmonii Kaliskiej; Piotrkowską Orkiestrą Kameralną, Cieszyńską Orkiestrą Salonową, Orkiestrą Kameralną „Polish Camerata”, z Królewskim Męskim Chórem „Orpheus” (Holandia). Śpiewała m.in. w pierwszym powojennym wykonaniu Pasji wg św. Jana J.S Bacha w Łodzi; Festiwalu im. Szaloma Asza w Kutnie; Międzynarodowym Festiwalu „Viva il Canto” w Cieszynie; Festiwalu Dialogu Czterech Kultur w Łodzi; Międzynarodowym Letnim Festiwalu w Kolegiacie Łaskiej; Międzynarodowym Festiwalu Muzyki Kameralnej Organowej i Kameralnej w Andrespolu; na Zamku Królewskim w Warszawie. Koncertowała jako solistka i kameralistka w kraju i za granicą m.in. w Niemczech, Holandii, Austrii, Czechach, Francji, Rosji i we Włoszech. Wykonuje repertuar oratoryjno-kantatowy, pieśniarski i operowy.
Prawykonania krajowe wykonawcze:
- Arietta „Duch mój nic już się nie trwoży ” /Aria „O Panie, tyś pasterzem i ostoją” w opracowaniu na sopran i fortepian [z:] „Cantata serena” Sławomira Zamuszko (2005); Musica Moderna [w:] Akademia Muzyczna w Łodzi (2007)

### Działalność pedagogiczna

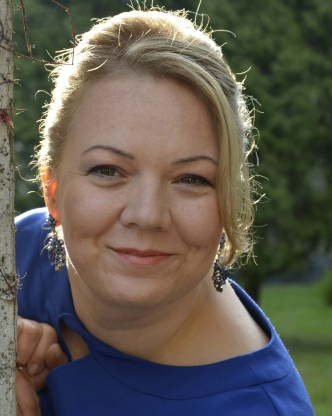
Magdalena Hudzieczek-Cieślar (2017)

Ukończyła Podyplomowe Studium Pedagogiczne w Akademii Muzycznej w Łodzi (2000); Podyplomowe Studia Kwalifikacyjne z Emisji Głosu w Uniwersytecie Marii Curie-Skłodowskiej w Lublinie (2013). Jako wykładowca związana z Uniwersytetem Jana Kochanowskiego w Kielcach w Filii w Piotrkowie Trybunalskim (2000-2012 / 2018- ); z Wyższą Szkołą Humanistyczno-Ekonomiczną w Pabianicach (2004-2015); z Wyższą Szkołą Biznesu i Przedsiębiorczości w Ostrowcu Świętokrzyskim w Filii w Tomaszowie Mazowieckim (2017- ); jako nauczyciel z Państwową Szkołą Muzyczną I i II st. w Piotrkowie Trybunalskim (2005-2009 / 2018- ); z Powiatowym Ośrodkiem Doskonalenia Nauczycieli i Doradztwa Metodycznego w Pabianicach (specjalista 2013- ); z Centrum Artystyczno-Edukacyjnym Voxartis (2014- ). Ukończyła Podyplomowe Studia z Pedagogiki Wczesnoszkolenj i Przedszkolnej w Wyższej Szkole Pedagogicznej im. J. Korczaka w Warszawie (2020). Uzyskała tytuł Certyfikowanego Coach'a, Trenera, Mówcy Johna Maxwella (2021).

### Działalność Terapeutyczna
Ukończyła Podyplomowe Studia z Logopedii (2020) oraz Neurologopedii (2021) w Wyższej Szkole Nauk o Zdrowiu w Bydgoszczy. Ukończyła Podyplomowe Studia specjalistyczne z Rehabilitacji Zaburzeń Głosu na Uniwersytecie Łódzkim (2022) 

### Działalność dziennikarska
Ukończyła Podyplomowe Studia Dziennikarstwa i Public Relations, specjalność dziennikarstwo w Uniwersytecie Wrocławskim (2016). Założycielka kwartalnika „Luteranin” przy Parafii E-A w Pabianicach (2005); Redaktor naczelna miesięcznika społeczno-kulturalnego „Kołowrotek Kulturalny” (2014- 2016); redaktor naczelna gazety „Nowe Życie Pabianic” (2015-2016). Autorka publikacji popularno-naukowych i naukowych.

### Animatorka kultury i propagatorka sztuki muzycznej

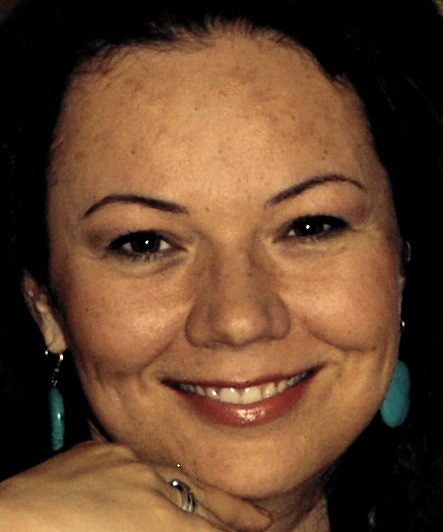
Magdalena Hudzieczek-Cieślar (2014)

Pomysłodawczyni i organizatorka wielu muzycznych projektów m.in.: Cykl koncertowy „Błękitna Kolęda” w Pabianicach (2014- ); „Noworoczny Show Uniwersytecki” w Piotrkowie Trybunalskim (2010-2012); Międzynarodowy Festiwal „Muzyka Świata” w Pabianicach (2007- ); Cykl miejskich koncertów muzycznych „Muzyczna Niedziela” w Pabianicach (2002-2006). Założycielka i dyrygentka m.in.: Chóru Kameralnego Incanto w Pabianicach (2013- ) działającego w mieście jako Stowarzyszenie Śpiewacze Incanto; Chóru ewangelickiego Cantoria w Pabianicach (1999-2012); Prowadziła również zajęcia wokalne [z:] Canto Viola zespołem wokalnym w Pabianicach; Cantantino zespołem wokalnym oraz chórem PSM I i II st. w Piotrkowie Trybunalskim (nagroda konkursowa); Chórem Akademickim UJK Filia w Piotrkowie Trybunalskim. 

### Inne
Współpracowała ze Stowarzyszeniem Osób Niepełnosprawnych „Maria – Marta” w Ustroniu; ze Stowarzyszeniem „Chorus Academicus” w Piotrkowie Trybunalskim (2000-2010); Była członkinią Instytutu Tolerancji w Łodzi; Juroruje w gminnych, powiatowych, ogólnopolskich konkursach wokalnych, recytatorskich. Nie pozostaje także obojętna na potrzeby innych. Jako śpiewaczka oraz dyrygentka pomaga, bierze udział w imprezach charytatywnych, w różnych miastach w Polsce.

### Życie prywatne
Jest żoną Jana Cieślara, biskupa Diecezji Warszawskiej Kościoła Ewangelicko-Augsburskiego w RP.

## Nagrody i inne wyróżnienia
- „Zasłużony dla Miasta Pabianic” – Rada Miejska Pabianic (2023)[2]
- „Medal 60-lecia Honorowego Krwiodawstwa Polskiego Czerwonego Krzyża za szczególne zasługi w efektywnym działaniu wspierającym Ruch Honorowego Krwiodawstwa Polskiego Czerwonego Krzyża” (2018)

- „Zasłużony dla Uniwersytetu Trzeciego Wieku w Pabianicach” – W uznaniu szczególnych zasług na rzecz Uniwersytetu Trzeciego Wieku  (2018)

- 1. miejsce w plebiscycie „Dziennika Łódzkiego” i „Ekspressu Ilustrowanego” Człowiek Roku 2017 Województwa Łódzkiego w powiecie pabianickim w kategorii: Kultura (2018)[3]
- „Zasłużony dla Powiatu Pabianickiego”  - Rada Powiatu Pabianickiego (2017)
- Nagroda Marszałka Województwa Łódzkiego za osiągnięcia w dziedzinie twórczości artystycznej, upowszechniania i ochrony dóbr kultury oraz szczególne zaangażowanie w pracę na rzecz kultury w kategorii „Całokształt działalności” (2015)
- III nagroda w XVI Międzynarodowym Konkursie Wokalnym im. Pietro Argento (Włochy) (2013)
- „Sukces Roku” - tytuł gazety „Nowego Życia Pabianic” przyznany w ramach podsumowania wyróżniających się w 2013 roku osób bądź instytucji (2014)
- „Zasłużony dla Kultury Polskiej” - Odznaka Honorowa Ministra Kultury i Dziedzictwa Narodowego (2010)
- „Nieprzeciętny Pabianiczanin 2002 Roku” w kategorii „Twórca Kultury” - tytuł gazety „Życie Pabianic”(2003)
- Dyplom Uznania za zaangażowanie i pracę na rzecz osób niepełnosprawnych -Stowarzyszenie Osób Niepełnosprawnych „Maria – Marta”(Ustroń)(2003)
- Rady Miasta Ustroń: „Honorowy Dyplom Uznania za Zasługi dla Miasta Ustronia” (1998)